# Damned Damned Damned
Damned Damned Damned är det första albumet av det brittiska punkbandet The Damned. Albumet släpptes i februari 1977 och producerades av Nick Lowe, med låtar som "New Rose" och "Neat Neat Neat".

## Låtlista
Samtliga låtar skrivna av Brian James, om annat inte anges.
1. "Neat Neat Neat" - 2:46
2. "Fan Club" - 3:00
3. "I Fall" - 2:08
4. "Born to Kill" - 2:37
5. "Stab Your Back" (Rat Scabies) - 1:03
6. "Feel the Pain" - 3:37
7. "New Rose" - 2:44
8. "Fish" - 1:38
9. "See Her Tonight" - 2:29
10. "1 of the 2" - 3:10
11. "So Messed Up" - 1:55
12. "I Feel Alright" (David Alexander/Ron Asheton/Iggy Pop) - 4:26

## Medverkande
- Dave Vanian - sång
- Brian James - gitarr, sång
- Captain Sensible - bas, sång
- Rat Scabies - trummor, sång